# Діомедонт (епістат Селевкії)
Діомедонт (дав.-гр. Διομέδων) — селевкидський чиновник, епістат Селевкії на Тигрі у 221 році до н. е. Керував містом під час повстання Молона, сатрапа Мідії; коли повсталі розбили війська басилевса під керівництвом Ксенойта, втік з міста.

## Життєпис
Про Діомедонта згадує античний історик Полібій з Мегалополіса у своїй «Загальній історії». Станом на 222 рік до н. е. Діодемонт був правителем столичного міста Селевкії на Тигрі оіймаючи посаду епістата. Дослідниця Наталія Сивкіна відзначала, що Полібій, описуючи події в Азії, тільки щодо Діомедонта використовував термін «епістат». Антикознавець Еліас Бікерман вказував, що даний титул в державі Селевкідів носили тільки правителі Селевкії Пієрії і Селевкії на Тигрі. На думку історика, Діомедонт як представник верховної влади був, мабуть, довіреною особою басилевса, обраним серед громадян колонії — «в деякому роді „президентом“ громади». Історик Іванна Савалі-Лестрейд відзначала, що етнічне походження Діомедонта невідоме, він міг бути як греком, так і македонянином.
У 222 або, за іншими відомостями, у 221 році до н. е. проти недавно зійшовшого на престол держави Селевкідів басилевса Антіоха III повстав сатрап Мідії — Молон, якого підтримав його брат, сатрап Персиди, Александр. Бунтівникам спочатку вдалося домогтися значних успіхів: зокрема, вони розбили селевкідське військо під проводом стратега-автократора Ксенойта з Ахейї. Діомедонт втік разом з місцевим провінційним адміністратором Зевксісом, тим самим залишивши Селевкію на Тигрі беззахисною, завдяки чому Молон зміг з легкістю заволодіти містом. Історик Джон Гілліс пояснював втечу Зевксіса і Діомедонта тим, що вони були особливо неприємні повстанцям і в разі полону, швидше за все, були б «піддані найжахливішим жорстокостям». На думку французького антикознавця Едуара Вілла, Діомедонт покинув місто за наказом Зевксіса. Він вказував на те, що наступні гоніння на жителів Селевкії на Тигрі, організовані міністром Антіоха III Гермієм, були спрямовані проти здавшого місто Зевксіса, який піднявся після перемоги над Молоном і становив небезпечну конкуренцію сановнику.
Історик Джон Гренджер зазначав, що Діомедонт не згадувався в джерелах після того, як втік від Молона. За припущенням дослідника, епістат командував загонами на Ефраті під час походу Антіоха III проти заколотників.
Аналізуючи відомості Полібія, історики С. В. Смирнов і О. І. Юрін вважали, що Діомедонт мав значні військові повноваження — і «був зобов'язаний або принаймні міг стримати повстання Молона».

### Первинне джерело
- Полібій. Загальна історія.

### Дослідження
- Бикерман Э. Государство Селевкидов. — Москва : Наука, 1985. — 264 с.
- Сивкина Н. Ю. К вопросу об использовании Полибием термина «Эпистат» // Известия высших учебных заведений. Поволжский регион. Гуманитарные науки. — 2015. — № 1 (33). — С. 5—12.
- Смирнов С. В., Юрин А. И. Эпистаты в государствах Антигонидов и Селевкидов // Проблемы истории, филологии, культуры. — 2012. — № 4. — С. 204—213. — ISSN 1992-0431.
- John Gillies[en]. History of Ancient Greece, its Colonies and Conquests :  [англ.]. — T. Cadell and W. Davies, 1820. — Vol. 2, Part 2.
- John D. Grainger. A Seleukid Prosopography and Gazetteer :  [англ.]. — Brill, 1997. — P. 29—31. — 818 p. — ISBN 9004107991.
- John D. Grainger. The Seleukid Empire of Antiochus III, 223-187 BC :  [англ.]. — Pen & Sword, 2020. — 240 p. — ISBN 9781526774934.
- Ivana Savalli-Lestrade. Comment on écrit l'histoire hellénistique. À propos d'un livre récent sur la place des élites civiques dans le royaume séleucide :  [фр.] // Revue des Études Grecques. — 1998. — Vol. 111, № 1. — P. 308—322. — ISSN 00352039.
- Édouard Will[fr]. Les premières années du règne d'Antiochos III (223-219 av. J.-C.) :  [фр.] // Revue des Études Grecques. — 1962. — Vol. 75, № 354/355. — P. 72—129. — ISSN 00352039.